# Nizina Staropruska
Die Nizina Staropruska (deutsch Altpreußische Tiefebene) ist eine geomorphologische Makroregion in der Woiwodschaft Ermland-Masuren in Polen und Kaliningrad in Russland. Die Fläche des Gebiets in Polen beträgt 2660 km².

## Etymologie
Der ursprüngliche deutsche Name Preußische Niederung bezog sich auf die Bezeichnung für das Kerngebiet der historischen Region Preußen. Der nach 1945 eingeführte durch die polnische Onomastische Kommission zur Benennung der wiedergewonnenen Gebiete neu bestimmte Name Nizina Staropruska stellt eine teilweise Übersetzung bei gleichzeitigem Rückbezug auf eine frühere historische Besiedlungsschicht durch den baltischen Volksstamm der Pruzzen dar.

## Lage
Die Nizina Staropruska befindet sich im Südwestteil des Baltischen Landrückens und ist Teil des Ostbaltischen Küstenlands, das wiederum Bestandteil der Ostbaltisch-Belarussischen Tiefebene ist. Im Süden und Osten schließt sich die Masurische Seenplatte und im Westen die Pobrzeże Gdańskie an. Im Norden liegt das Tal des Pregel.

## Gliederung
Die Makroregion der Nizina Staropruska wird in drei Mesoregionen unterteilt:
- Stablack
- Wormditter Ebene
- Schippenbeiler Tiefland

## Geologie
Die Tiefebene besteht aus einer Moränenlandschaft. Charakteristisch für diese Landschaft sind glaziale Rinnen zwischen den Hügeln, entstanden durch die abtragende Wirkung der Schmelzwässer beim Abschmelzen der Gletscher, die später die Seen aufnahmen. In der Tiefebene sind die meisten Seen bereits verlandet und bilden eine Sumpf- und Torflandschaft. Charakteristisch für das Gebiet sind die tief in die Moränenlandschaft eingeschnittenen Flusstäler.

## Moränen
Die höchsten Moränen in dem Gebiet befinden sich im Stablack (216 m) im Westen der Ebene.

## Besiedlung
Das Gebiet ist seit 1945 nur noch dünn besiedelt. Die wichtigeren Kleinstädte der Region sind:
- Górowo Iławeckie (deutsch: Landsberg (Ostpreußen))
- Pieniężno (deutsch: Mehlsack)
- Orneta (deutsch: Wormditt)
- Sępopol (deutsch: Schippenbeil)
- Kętrzyn (deutsch: Rastenburg)
- Korsze (deutsch: Korschen)
- Bartoszyce (deutsch: Bartenstein)

## Natur

### Naturschutz
Es gibt zahlreiche Naturreservate.

## Wirtschaft
Mangels Industrie und wegen der kargen sandigen Böden gilt die Region in Polen als wirtschaftsschwach. Die Wirtschaft konzentriert sich vor allem auf Forstwirtschaft, Holzindustrie und Dienstleistungen, insbesondere Tourismus.